# Baeocera epipleuralis
Baeocera epipleuralis – gatunek chrząszcza z rodziny kusakowatych, podrodziny łodzikowatych i plemienia Scaphisomatini.
Gatunek ten opisany został w 2003 roku przez Ivana Löbla i Richarda A.B. Leschena.
Chrząszcz o silnie wypukłym z wierzchu ciele długości od 1,2 do 1,45 mm, barwy rudobrązowej do czarnej z brązowymi lub jasnoochrowymi końcowymi segmentami odwłoka, niekiedy rozjaśnionym z przodu przedpleczem i jaśniejszymi od ciała czułkami i stopami. Długość oczu wynosi u niego ⅔ odległości między oczami. Jedenasty człon czułków jest umiarkowanie wydłużony. Rzędy przyszwowe na pokrywach są delikatne, krótkie i sięgają do ich wierzchołkowej ¼. Rzędy epipleuralne pokryw są silnie skrócone lub całkiem zanikłe. Tylna para skrzydeł jest w pełni wykształcona. Epimeryty śródtułowia pozbawione są linii mezepimeralnych. Zapiersie (metawentryt) pozbawione jest mikrorzeźby, a po bokach zwykle delikatnie punktowane. Odnóża mają golenie wąskie u nasady, ku szczytowi zaś pogrubione. Samiec ma gonokoksyt z wierzchołkowym stylusem. Jego edeagus cechuje równa długości wyrostka wierzchołkowego nabrzmiała część nasadowa, brak delikatnych i łuskowatych struktur w woreczku wewnętrznym oraz szerokie, wydłużone flagellum.
Owad endemiczny dla Nowej Zelandii, znany z Wyspy Północnej i północnej części Wyspy Południowej.